# ترتیب‌داده‌شده
«تنظیم» (انگلیسی: Arranged (film)) یک فیلم است که در سال ۲۰۰۷ منتشر شد.